# Alberto Ramón Vilanova
Alberto Ramón Vilanova (4 de septiembre de 1942-22 de febrero de 2003) fue un psicólogo, epistemólogo, filósofo de la ciencia y autor argentino.
enfocado en los estudios de la Historia de la psicología en general y, en particular, de la psicología latinoamericana. Escribió varios libros sobre diversos aspectos de la ciencia psicológica y fue un gran defensor de la pluralidad dentro del campo de la misma. Fue premiado por la Fundación Konex.

## Historia
Se licenció en Psicología en 1978, en la UNMDP, ya cercano a los 40 años, pero con una amplia formación autodidacta en diversos campos de las disciplinas humanísticas.
A partir de la reapertura de la Licenciatura en psicología en la UNMDP, luego de que fuera cerrada por la dictadura cívico-militar de 1976, se desempeñó como profesor de las cátedras de Historía de la psicología y de Sistemas psicológicos contempóraneos, entre 1986 y 1996.
Falleció de cáncer a los 60 años.[cita requerida]

## Publicaciones
Vilanova fue un prolífico autor, y la siguiente es una brevísima lista de algunos de sus textos más importantes:
- Historia de la psicología clínica (1990)
- Contribuciones a la psicología clínica (1993)
- La formación de psicólogos en Iberoamérica (1993)
- El dilema olvidado de la psicología latinoamericana (1995)